# Ołeksij Sobołew
Ołeksij Dmytrowycz Sobołew, ukr. Олексій Дмитрович Соболев (ur. 1983) – ukraiński menedżer, finansista i urzędnik państwowy, wiceminister gospodarki (2023–2024), pierwszy wiceminister gospodarki (2024–2025), minister gospodarki, środowiska i rolnictwa (od 2025).

## Życiorys
Uzyskał magisterium z finansów na Kijowskim Narodowym Uniwersytecie Ekonomicznym. Pracował w sektorze inwestycyjnym i finansowym. W latach 2015–2016 był doradcą ministra infrastruktury. Od 2016 zajmował się projektem Prozorro.Sale, prowadzącym internetowe aukcje umożliwiające transparentną sprzedaż lub dzierżawę aktywów rządowych i lokalnych. W styczniu 2023 został wiceministrem gospodarki ds. transformacji cyfrowej i informatyzacji. W lipcu 2024 objął funkcję pierwszego wiceministra gospodarki.
W lipcu 2025 powołany na urząd ministra gospodarki, środowiska i rolnictwa w utworzonym wówczas rządzie Julii Swyrydenko.